# Подфедько Любомир Сергійович
Любоми́р Сергі́йович Подфе́дько (29 липня 1987, с. Демня, Миколаївський район, Львівська область, Українська РСР — 1 січня 2015, м. Донецьк, Україна) — український військовослужбовець, десантник, солдат Збройних сил України, гранатометник (80-та ОАМБр). Загинув у боях за Донецький аеропорт під час російсько-української війни. Один із «кіборгів».

## Життєпис
Народився 1987 року у селі галицьких каменотесів Демні на Львівщині. Зростав з трьома старшими братами.
2003 року закінчив 9 класів Демнянської загальноосвітньої школи. Продовжив навчання у вищому професійному училищі (на той час — технікум) м. Стрий, де здобув фах електрика. У 2006—2007 проходив строкову військову службу в лавах Збройних Сил України. Після армії працював за фахом, часом їздив у відрядження до Харкова. До війни працював з турками на будівництві торгового центру.
У зв'язку з російською збройною агресією проти України призваний за частковою мобілізацією 15 серпня 2014 року.
Солдат, гранатометник аеромобільно-десантного батальйону 80-ї окремої аеромобільної бригади, в/ч А0284, м. Львів.
З 11 листопада брав участь в антитерористичній операції на сході України. Виконував завдання поблизу Донецька, 23 грудня заїхав на бойові позиції в Донецькому аеропорту.
Загинув 1 січня 2015 року під час атаки російських бойовиків на новий термінал Міжнародного аеропорту «Донецьк». Атака розпочалась близько 23:00 і тривала три години. У бою під ногами бійця розірвалась ворожа граната, ще один військовий дістав поранення.
Похований 7 січня на кладовищі рідного села. Залишились батьки та троє братів.

## Нагороди
- Орден «За мужність» III ступеня, — за особисту мужність і високий професіоналізм, виявлені у захисті державного суверенітету та територіальної цілісності України, вірність військовій присязі (23.05.2015, посмертно)[3].
- Недержавна відзнака Орден «Народний Герой України» (23.06.2015, посмертно).
- Нагрудний знак «За оборону Донецького аеропорту» (08.07.2015, посмертно).

## Вшанування пам'яті
- 27 травня 2015 в селі Демня на будівлі Демнянського НВК (вулиця Шкільна, 43), відкрито меморіальну дошку випускнику школи Любомиру Подфедьку.
- 26 грудня 2016 у Демнянському НВК пройшли змагання з важкої атлетики у вправі «жим лежачи зі штангою», які були посвячені пам'яті полеглого випускника[4].
- Вшановується в меморіальному комплексі «Зала пам'яті», в щоденному ранковому церемоніалі 1 січня[5][6].